# Руска православна загранична црква
Руска православна загранична црква (РПЗЦ; рус. Русская православная церковь заграницей, РПЦЗ), позната и као Руска инострана црква, Руска православна црква изван Русије и Руска православна црква у иностранству, јесте самоуправна црква под јурисдикцијом Руске православне цркве од 17. маја 2007. године.
РПЗЦ је настала 1920. као обједињење клирика и мирјана Руске православне цркве, који су се нашли у емиграцији послије револуције 1917. и пораза Бијелог покрета у грађанском рату у Русији. Од свог појављивања претендовала је на обједињење под својим управом све руске православне емиграције, међутим већ 1926—1927. од РПЗЦ су се одвојили клирици и мирјани, превођени митрополитом Евлогијем, што ће касније постати познато као Архиепископија западноевропских парохија руске традиције, и Митрополије сјеверноамеричке, која ће 1970. постати Православна црква у Америци. Покушаји руководства РПЗЦ да обједине руску емиграцију, изузев краткотрајног боравка Митрополије сјеверноамеричке 1935—1946, нису били успјешни. Напротив, четрдесетих година прошлог вијека значајан дио парохија РПЗЦ прелази у Московску патријаршију. РПЗЦ је увијек тежила очувању традиције православног благочестија, које датира још из дореволуционарне Русије, активно се бавила издавачком и просвјетном дјелатношћу. У послијератним годинама, у РПЗЦ је почела да се развија и мисионарска служба међу домаћим становништвом земаља у којима су постојале парохије РПЗЦ. РПЗЦ су совјетске власт и званична пропаганда сматрале контрареволуционарном, антисовјетском монархистичком „емигрантском религиозно-политичком групом”; у совјетској литератури и литератури Московске патријаршије, која је РПЗЦ сматрала расколничком, до почетка 2000-их се обично називала по мјесту одржавања Првог свезаграничног сабора „карловачким расколом”, а вјерници РПЗЦ „карловчанима”.
Од средине 1920-их РПЗЦ се сматрала слободним дијелом помјесне Руске цркве. Дефакто, никада није била административно потчињена Московској патријаршији — због отежаних односа са њеном, као и због нарушавања дјелатности руководства Патријаршијске цркве у првој половини 1920-их, а од 1927. напушта административну потчињеност „московској црквеној власти”, проглашавајући Московску патријаршију неслободном у својим одлукама. РПЗЦ је имала бескомпромисан став према совјетском режиму и идеологији комунизма, што је довело до осуде и њих и Московске патријаршије, која је кренула путем лојалности властима. Од касније 1960-их до средине 2000-их, била је у евхаристијском општењу са бројим старокалендарским јурисдикцијама. Одбацивањем могућности дијалога са Московском патријаршијом који се појавио због слабљења контроле над религиозним животом у Совјетском Савезу, руководство РПЗЦ је 1990. започело контроверзну политику отварања сопствених парохија у Совјетском Савезу, а затим и на постсовјетском простору. Канонизација „новомученика руских”, укључујући и царску породицу (што је и сама РПЗЦ урадила 1981.), усвајање докумената који регулишу, између осталог, односе са државом и са инослављем на Архијерејском сабору Московске патријаршије 2000, као и разочарење у дјеловање „руских” парохија РПЗЦ поставило је основу за дијалог са Московском патријаршијом, који је започет 2004, а завршен 17. маја 2007. потписивање Акта о канонском општењу, према којем РПЗЦ постаје „неотуђиви самоуправни дио Помјесне Руске Православне Цркве”.

## Историја

### 1920-е године
Грађански рат, који је почео 1917. у Русији, подијелио је земљу линијама фронта, изазвао прекид веза између патријарха Тихона и епархија на територијама које су била под контролом бијелих снага. Таква ситуација је стварала доста проблема на терену, јер се стално повећавао број питања везаних за црквени живот и која су захтијевала санкцију виших црквених власти. У мају 1919. у Ставропољу — на територији под контролом Бијелог покрета — образована је Привремена више црквена управа на Југоистоку Русије (ПВЦУ ЈИР; рус. Временное высшее церковное управление на Юго-Востоке России). Оснивање ПВЦУ је озакоњено објављивањем „Указа Патријарха Тихона, Светог синода и Вишег црквеног савјета” бр. 362 од 7/20. новембра 1920. године. Иако се веза са патријархом Тихоном губила, емигранти, по правилу, нису допуштали ни помисао на прелазак у друге помјесне цркве — њихов црквени живот изгледао је превише несхватљив и туђ. Поред оснивања парохија за емигранте, требало је ријешити и питања унапрјеђења богослужења, развијања издавачке дјелатности, стварања братстава и сестринства, проповједи, за шта су била потребна значајна материјална средства, чије је тражење могла да врши једна црквена организација. Политичке странке које су се појавиле у емиграцији нису могле да претендују на улогу ујединитеља — биле су мале, сиромашне и расцјепкане. Изгнаницима су били потребни свештеници не само као извршиоци светих тајни и чувари руских традиција, већ као и родољубиве вође. Ни грчко, ни бугарско, ни српско духовништво није могло да предузме идејно вођство у руској емиграцији, није могла одговарајуће да разумије њене тежње.
Још на Криму, ПВЦУ ЈИР је почео да преузима на себе рјешавање проблема везаних за спољну дјелатност Руске цркве, због немогућности московских црквених власти да контактирају своје иностране мисије и парохије, помјесне цркве и инославни свијет. ПВЦУ ЈИР је установио 14. октобра 1920. све „руске цркве преко границе”  Виша црквена управа сматра потчињене себи — док се не успостави комуникација са патријархом московским и све Руси. До средине новембра 1922, преко 120 бродова руске и иностране флоте, преплављени избјеглицама са Крима, укључујући око 150 хиљада људи, стигло је у Константинопољ који је био под окупацијом трупа Антанте. Прво загранично засједање ПВЦУ ЈИР одржано је 19. новембра исте године на пароброду „Велики кнез Александар Михаилович”, којем су присуствовали митрополит Антоније (Храповицки), митрополит Платон (Рождественски), архиепископ Теофан (Бистров) и епископ Венијамин (Федченков). У децембру исте године ПВЦУ ЈИР је преображена у Виши руску цркву заграничну управу (ВРЦЗП; рус. Высшее русское церковное управление за границей), која је обухватала не епископе-емигранте, него и оне дијелове Руске цркве, који су били изван бивше Руске републике: бројне парохије у западној Европи, на Балкану, у Палестини, сјеверној Африци, Кини, Јапану и Јужној Америци. На правима епархије била је Управа војног и поморског духовништва. Истовремено, епархије које су завршиле на територији међуратне Пољске, Прибалтика и Финске, нису били укључене у РПЗЦ.
Положај руских избјеглица у Константинопољу био је веома тежак и политички опасан (због блиских односа кемалиста и бољшевика), што је подстакло руске избјеглице да се преселе у друге земље, нарочито на Балкан, углавном у Краљевину Срба, Хрвата и Словенаца, гдје је постојао њима наклоњен стабилан антисовјетски монархистички режим. ВРЦЗП је одлучио да се пресели у Сремске Карловце, гдје је патријарх српски Димитрије дао патријаршијску резиденцију (бивше Карловачке патријаршије) на располагање руским архијерејима. Архијерејски сабор Српске православне цркве је 31. августа 1921. додијелио је ВРЦЗП право јурисдикције над руским духовништвом, које није било у служби Српске цркве. У Сремским Карловцима је од 21. новембра до 3. децембра 1921. одржан Свезагранични руски црквени сабор, касније преименован у Сабор. На Сабору су усвојени „Обраћање војницима руске војске”, „Посланица дјеци Руске православне цркве, која живе у расијању и изгнанству”, као и „Посланица Ђеновљанској конференцији” с позивом да не допусти присуство представницима совјетским државе овој конференцији. Одређено број саопштења Сабора био је чисто политичке природе, а посебно позив на враћање „законитог православног цара из дома Романових” на руски пријесто и непосредан позив свјетским силама да пруже помоћ у оружаном збацивању режима у Руској СФСР. Сабор је образовао Вишу руску заграничну цркву управу (ВРЗЦУ; рус. Высшее русское церковное управление за границей), који су чинили Архијерејски синод и Виши црквени савјет под предсједавањем митрополита Антонија, који је добио титулу замјеника патријарха. У Москви је 5. маја 1922, у заједничком присуству Светог синода и Више црквеног савјета, под предсједавањем патријарха Тихона, донијета одлука којом се признаје да је „Карловачки сабор заграничног руског духовништва и мирјана без канонског значаја и његове посланице о обнови династије Романових и обраћање Ђеновљанској конференцији не изражавају званични глас Руске православне цркве”. Виша загранична црквена управа је укинута јер се „увукла у област политичког иступања, — а с друге стране, заграничне руске парохије већ су повјерене на старање Преосвјештеном митрополиту Евлогију који живи у Њемачкој”. Архијерејски сабор у Сремским Карловцима је 2. септембра 1922. формално испунио вољу патријарха Тихона распуштањем ВРЦУ, али је под претпоставком да је указ патријарха издат под притиском совјетских власти, основан „ради очувања правопрејемства Више црквене власти” Привремени загранични Архијерејски синод од пет људи „уз обавезно учешће митрополита Евлогија”. Предвиђено је редовно сазивање архијерејских сабора. Митрополит Евлогије је одбио да преузме власт у Заграничној цркви и изјавио да она припада архијерејским саборима, а у паузи између њих Архијерејском синоду.

Послије 1923. дошло је до погоршања односи између Архијерејског сабора РПЗЦ и митрополита Евлогија, који је све мање гледао на Архијерејски синод и убрзо престао помињати митрополита Антонија на богослужењима. Митрополит Евлогије је пристао да Архијерејском синоду призна само морални ауторитет, тражећи самодовољност за себе и своју епархију, док је Архијерејски синод инсистирао на централизацији црквене управе, видјећи свој циљ у очувању јединства Руске цркве у емиграцији. Сукоб је био подстакнут разликама у политичким ставовима између пратње митрополита Антонија и митрополита Евлогија. Митрополита Евлогија је 29. јуна 1926. пркосно напустио Архијерејски сабор у Сремским Карловцима. У одсуству митрополита Евлогија, Сабор је одлучио да одвоји самосталну Берлинску епархију и уклони парохије у Јужној Америци из њене потчињености. Врхунац подјеле била је забрана свештенослужења митрополиту Евлогију у рјешењу Архијерејског синода од 26. јануара 1927. године. Реагујући на ову одлуку, митрополит Платон ( Рождественски) и четири од пет викарних архијереја Сјеверноамеричке епархије, који су такође тежили самосталном егзистенцији, обратили су се 31. јануара 1927. америчкој пастви, са изјавном и неканоничности Архијерејског синода РПЗЦ. Епископа санфрациског Аполинарија (Кошевој), који се изјаснио о подршци Синоду РПЗЦ, размјешио је митрополит Платон 1. фебруара исте године. Архијерејски синод РПЗЦ је 31. марта исте године ово разрјешење прогласио неканонским и повјерио епископу Аполинарију привремену управу над новоствореном Сјевероамеричком епархијом РПЗЦ. Око 200 парохија прешле је у јурисдикцију митрополита Платона (Рождественског), док је око 60 остало у РПЗЦ.
Архијерејски сабор РПЗЦ је 5. септембра 1927, након што је саслушао замјеника патријаршијског мјестољубитеља митрополита Сергија и Привременог патријаршијског Светог синода од 16/29. јула 1927. („Декларација митрополита Сергија”), одлучио да „прекине односе са Московском црквеном власти због немогућности нормалних односа са њом и због њеног поробљавања од безбожне совјетске власти, лишавајући је слободе у њеној вољи и канонском управљању Црквом”. Исти Сабор је потврдио законитост забране митрополиту Евлогију и одлучио да обнови општење са пољским јерарсима, не признајући притом аутокефалност Пољске цркве, коју је Цариградска патријаршија издала 1924. без сагласности Московске патријаршије.
Пошто га је забранио Архијерејски синод РПЗЦ, митрополит Евлогије је признао митрополита Сергија (Страгородског) и његов Синод, којем се обратио с апелацијом. Указом митрополита Сергија и Првиременог патријаршијског синода од 9. маја 1928. бр. 104 „Архијерејски Сабор и Синод у Карловцима”, а њихова дејства и наредбе проглашени су без канонске снаге и укинута, а такође су препознате као „самовоља, веома опасна за црквени поредак, па и јединство Руске Православне Цркве, не само у иностранству, већ и унутар СССР … и наметање тешких казни починиоцима тога по црквеним канонима.” Дејства митрополита Евлогија су у РПЗЦ доживљавана као отворена издаја руских црквени интереса и доживљена су теже него одвајање од Московске патријаршије: дејства митрополита Сергија (Страгородског) емигранти су могли да објасне притиском ОГПУ на њега, док је митрополит Евлогије добровољно учинио овај корак.

### 1930-е године
Намјесник патријаршијског мјестољубитеља митрополит Сергије и Привремени патријаршијски Свети синод при њему донијели су 22. јуна 1934. рјешење „О Карловачкој групи”, по којем су „загранични руски архијереји и клирици такозване Карловачке групе” изведени пред црквени суд „уз смјену оптужених са црквених дужности (ако је имају) до покајања или док суд не донесе одлуку”. До рјешења црквеног суда забрану свештенослужења добили су „бивши кијевски митрополит” Антоније (Храповицки), „бивши кишињевски архиепископ” Анастасије (Грибановски), „бивши забајкалски архиепископ” Мелентије (Заборовски), „бивши фински архиепископ” Серафим (Лукијанов), „бивши камчатски епископ” Нестор (Анисимов), епископ Тихон (Љашченко), епископ Тихон (Троицки) и епископ Виктор (Свјатин) „у Пекину”. Архијерејски сабор у Сремски Карловцима је 10. септембра 1934. посебним рјешењем одбацио указ митрополита Сергије; рјешење је потписали 17 епископа, не рачунајући потпис митрополита Антонија. Истовремено, до суђења заграничним архијерејима, које се помиње у рјешењу од 22. јуна 1934, никада није дошло.
Средином 1930-их настојало се да се нормализује црквени живот руске дијаспоре, прије свега, да се све руске јурисдикције у иностранства сједине у једну. Владимир Родзјанко, близак митрополиту Антонију, преузео је на себе посредовање у помирењу митрополита Антоније и Евлогија, предајући митрополиту Евлогију писмо од митрополита Антонија. У мају 1934. митрополит Евлогије је стигао у Београд. Митрополити су се измирили и један другом прочитали разрешитељску молитву. Архијерејски синод РПЗЦ је ово сматрао недовољним за обнављање општења и није допустио митрополиту Евлогију да саслужје са клирицима РПЗЦ. У августу 1934. Архијерски сабор у Сремским Карловцима, на који је митрополит Евлогије био позван, али није стигао, укинуо му је забрану, али ни сам митрополит Евлогије није био задовољан овим рјешењем, јер се није слагао са формулацијом рјешења, да је „сам осудио свој поступак”, „сам замолио да му се опрости”, сматрају само забрану незаконитом. У окружењу митрополита Евлогија у Паризу већина је била против обнављања општења са „карловчанима”, што се и није догодило. Иницијативу за помирењее и рјешењавање спорова у руској црквеној дијаспори преузео је на себе патријарх српски Варнава, под чијим предсједавањем је у новембру 1935. у Сремским Карловцима одржан састанак заграничних руских архијереја, у којем су учествовали архијереји свих огранака црквене дијаспоре. Усвојен је „Пројекат привремене Управе Руске Цркве заграничне”, према којем је Синод добио право да поставља епископе у аутономним митрополијским окрузима: балкански на челу са архиепископм Анастасијем (Грибановским), западноевропски на челу са митрополитом Евлогијем (Георгиевским), сјеверноамерички на челу са митрополитом Теофилом (Пашковским) и далекоисточни на челу са епископом хајларским Димитријем (Вознесенским). Нови поглавар Сјеверноамериког округа митрополит Теофил подржавао је ову одлуку, чиме је пристао да уђе под окриље РПЗЦ под условом аутономије. Митрополит Евлогије је пристао да потпише „Привремени правилник” ако га одобри епархијски сабор у Паризу и одобри патријарх цариградски. Поред тога, на његово инсистирање, уведене су клаузуле према којима су осуђивани непријатељска иступања клирика једне оријентације према клирицима других праваца, забрањено је стварање парохија паралелних јурисдикција на истој територији и забрањено је самовољно прелажење свештеника из једне епархије у другу. Сабор је завршен Божанственом литургијом, коју је служио патријарх Варнава уз саслужење руских и српских архијереја. До обнављања општења РПЗЦ са парохијама митрополита Евлогија није дошло у пракси, пошто је епархијски сабор, који је сазвао митроплит Евлогије у Паризу одбио да одобри „Привремени правилник”. Остало је међусобно неповјерење, супарништво и међусобне претензије.
Од краја 1935, Министарство црквених послова Нацистичке Њемачке започело је политику специфичног покровитељства РПЗЦ. Издвајање за РПЗЦ је направљено због чињенице да су, с једне стране, на територији Њемачке 1930-их руски емигранти чинили већину свих православаца, а Грци, Бугари, Срби, Румуни су често били укључени у руске парохије, с друге стране, нацистички режим није вјеровао Привременом западноевропском егзархату са центром у Француској. Почео је да се врши притисак на „евлогијанске” парохије, како би се навеле да пређу у РПЗЦ. Њемачко Министарство црквених послова је 24. априла 1936. обавијестило митрополита Антонија о рјешењу пруске владе и могућности изградње новог катедралног сабора Васкрсења Христовог у Берлину на Хохенцолердаму, дјелимично средствима министарства.
У мају 1936. одржан је савјет руских епископа Америке, којем су присуствовали епископи РПЗЦ у Сједињеним Америчким Државама. Савјет је ратификовао „Привремени правилник”, истовремено потврђујући аутономни статус Америчког округа. Октобра 1937. у Њујорку је држан 6. свеамерички сабор, који је одбио одлуке из 1935. године. Међутим, постигнути споразум није био трајан. Историчар Дмитриј Поспеловски је примјетио да „за већину православних Американаца, углавном западноукрајинског поријекла, група емигрантских епископа-монархиста, са сједиштем у Југославији, ништа није значила.” Непријатељски односи између парохија „карловачке” и америчке оријентације одржани су упркос постигнутом уједињењу.
Септембра 1936, послије смрти митрополита Антонија (Храповиског), патријарх српски Варнава сазвао је сабор епископа РПЗЦ, на којем је усвојен „Привремени правилник о Руској православној цркви заграничној”. Прва глава „Правилника” одредила је Руску цркву изван Совјетског Савеза на сљедећи начин: „Руска православна црква загранична, која се састоји од епархија, духовних мисија и цркава које се налазе изван Русије, привремено постоји на аутономним начелима. Име мјестољубитеља сверуског патријаршијског пријестола митрополита Петра увијек се узноси на богослужењима у свим заграничним црквама.” „Правилник” је РПЗЦ подијелио на четири области: Западноевропску, Блискоисточну, Сјеверноамеричку и Далекоисточну, а у сваком од њих је требало образовати митрополијски округ.
Крајем 1936. стигла је вијест (како се испоставило много касније, нетачна) о смрти патријаршијског мјестољубитеља митрополита Петра, за коју је Запад сазнао преко митрополита Елевтерија. У Москви је намјесник мјестољубитеља митрополит Сергије преузео звање патријаршијског мјестољубитеља. На Архијерејском сабору РПЗЦ у децембру 1937. састављен је „Акт о законском прејемству звања мјестољубитеља московског патријаршијског пријестола и руководства Руска православне цркве послије смрти митрополита крутичког Петра.” Сматрајући незаконитим тврдње митрополита Сергија, Архијерејски сабор је признао митрополита казањског Кирила законитим мјестољубитељем, не знајући за његово погубљење 20. новембра 1937. године. Међутим, „да му не би нанио жестоки прогон од безбожних власти”, Архијерејски сабор је умјесто отвореног помињања митрополита Кирила одлучио да помене „Православно Епископсво Цркве Руске.”
Њемачка влада је 25. фебруара 1938. издала декрет о предаји цјелокупне црквене имовин на располагања Министарству црквених послова Рајха. Министарство је подржало Њемачку епархију РПЗЦ и додијелило јој државни статус „корпорације јавног права”, што је до тада било доступно само лутеранима и католицима. Нацисти су 1938. финансирали изградњу новог катедралног сабора Васкрсења Христовог РПЗЦ на Хохенцолерндаму у Берлину, као и капиталне ремонте 19 православних храмова. Истовремено су храмови Западноевропског егзархата руских парохија одузете и предате РПЗЦ.
Од 14. до 24. августа 1938. у Сремским Карловцима је одржан Други свезагранични сабор, којим је предсједавао митрополит Анастасије, на којем је учествовало 97 људи: 13 епископа, 26 свештеника и 58 мирјана. Поред разматрања текућих дјела, Сабор је упутио двије поруке: „Руском народу, који страда у Отаџбини” и „Руској пастви, која живи у расијању”. Супротно свом називу, Сабор није представљао цјелокупно руско расијање, већ само оне који су били вјерници РПЗЦ; заграничне парохије Московске патријаршије и „евлогијани” нису били представљени на Сабору. Због тога Сабор није постигао циљ због којег је и сазван — уједињење руске емиграције.

### 1940-е године
Почетак Другог светског рата и касније приближавање Црвене армије Југославији, алармирали су Синод Руске заграничне цркве и верни народ да се преко Европе пресели у Сједињене Америчке Државе, где је дошло до поновног устројавања Синода и осталих црквених структура.
Од 1925, у Паризу ради Православни богословски институт Светог Сергија Радоњешког, на коме су били Сергије Булгаков, Антоније Карташов, Павле Евдокимов, Александар Шмеман, Јован Мајендорф, Георгије Флоровски. Из Карловаца је седиште премештено у најпре Минхен, где је било све до 1948, када се сели у Њујорк где је остало све до данас.
У Манџурији је једно време живело око 200.000 Руса и имали су 48 храмова. У Аустралији око 300.000 Руса припада РПЗЦ. Данас окупља око 150.000 верника. Најпознатији центар је манастир Свете Тројице у Џорданвилу, манастир Светог Јова у Минхену.
Дана 17. маја 2007, у Храму Христа Спаситеља у Москви потписан је Акт о канонском јединству Московске патријаршије и Руске православне заграничне цркве. На свечаном уједињењу Руске православне цркве и Руске православне заграничне цркве учествовао је и Владимир Путин, председник Руске Федерације и други представници државне власти.
РПЗЦ припада и Свети Јован Шангајски (1896—1966).
Стогодишњица оснивања Руске православне заграничне цркве свечано је обележена 23-25. новембра 2021. научном конференцијом у Београду и Сремском Карловцима.

## Првојерарси РПЦЗ
- Антоније (Храповицки) (1920—1936)
- Анастасије (Грибановски) (1936—1964)
- Филарет (Вознесенски) (1964—1985)
- Виталије (Устинов) (1985—2001)
- Лавр (Шкурла) (2001 — 2008)
- Иларион (Капрал) (2008 — 2022)
- Николај (Ољховски) (2022 - )